# Isochlora straminea
Isochlora straminea là một loài bướm đêm trong họ Noctuidae.